# Gacrux
Gacrux eller Gamma Crucis (γ Crucis, förkortat Gamma Cru,  γ Cru) som är stjärnans Bayerbeteckning, är en ensam stjärna belägen i den norra delen av stjärnbilden Södra korset. Den har en skenbar magnitud på 1,64 och är synlig för blotta ögat. Baserat på parallaxmätning inom Hipparcosuppdraget på ca 36,8 mas, beräknas den befinna sig på ett avstånd på ca 89 ljusår (ca 27 parsek) från solen. 

## Nomenklatur
Gamma Crucis var känd för antikens greker och romarna, i vars tid den var synlig norr om 40:e breddgraden på grund av precession av jordaxeln, men den saknar traditionellt namn. Astronomen Ptolemy räknade den som en del av stjärnbilden Centaurus. Det historiska namnet Gacrux är en sammandragning av Bayerbeteckningen, som myntats av astronomen Elijah Hinsdale Burritt (1794-1838). År 2016 organiserade Internationella astronomiska unionen en arbetsgrupp för stjärnnamn (WGSN) med uppgift att katalogisera och standardisera riktiga namn för stjärnor. WGSN fastställde namnet Gaceux för Gamma Crucis i juli 2016 och detta är nu inskrivet i IAU:s Catalog of Star Names.

## Egenskaper
| Period (dygn) | Amplitud (magnitud) |
| ------------- | ------------------- |
| 12,1          | 0,016               |
| 15,1          | 0,027               |
| 16,5          | 0,016               |
| 54,8          | 0,026               |
| 82,7          | 0,015               |
| 104,9         | 0,016               |

Gamma Crucis är en blå till vit jättestjärna av spektralklass M3.5 III. Den har massa som är ca 1,5 gånger större än solens massa, en radie som är ca 84 gånger större än solens och utsänder från dess fotosfär ca 820 gånger mera energi än solen vid en effektiv temperatur av ca 3 600 K. Den är en halvregelbunden variabel, med flera olika perioder. (Se tabell till vänster.)
Stjärnans atmosfär är berikad med barium, vilket vanligtvis förklaras av överföring av material från en mer utvecklad följeslagare. Vanligtvis kommer denna följeslagare att bli en vit dvärg. Någon sådan följeslagare har dock ej hittats. En följeslagare av magnitud 6,4 ligger separerad med ca 2 bågminuter vid en positionsvinkel på 128° från Gamma Crucis och kan observeras med kikare, men denna är endast en optisk följeslagare på ett avstånd av ca 400 ljusår från jorden.